# Lanzada

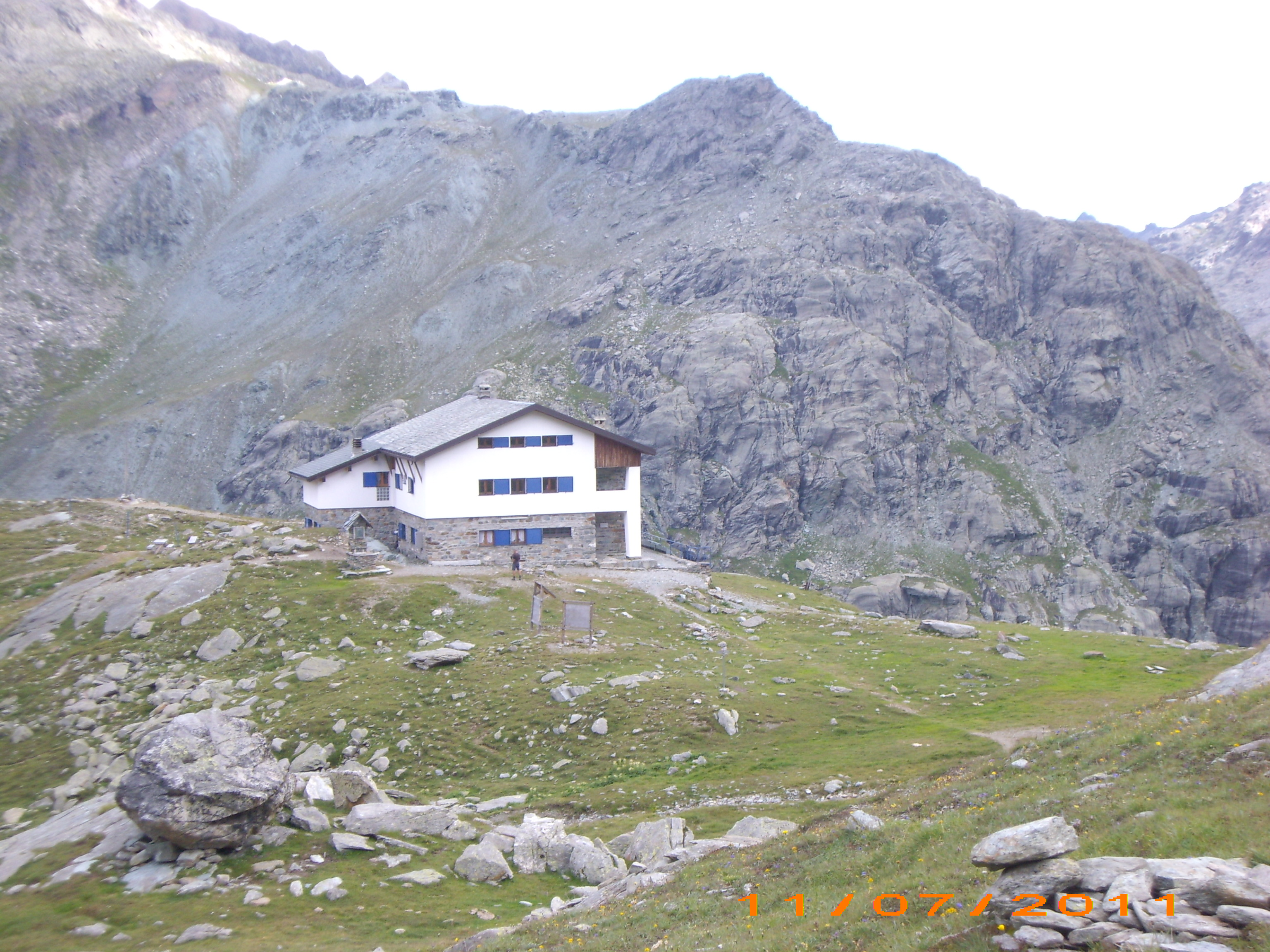
Rifugio Bignami

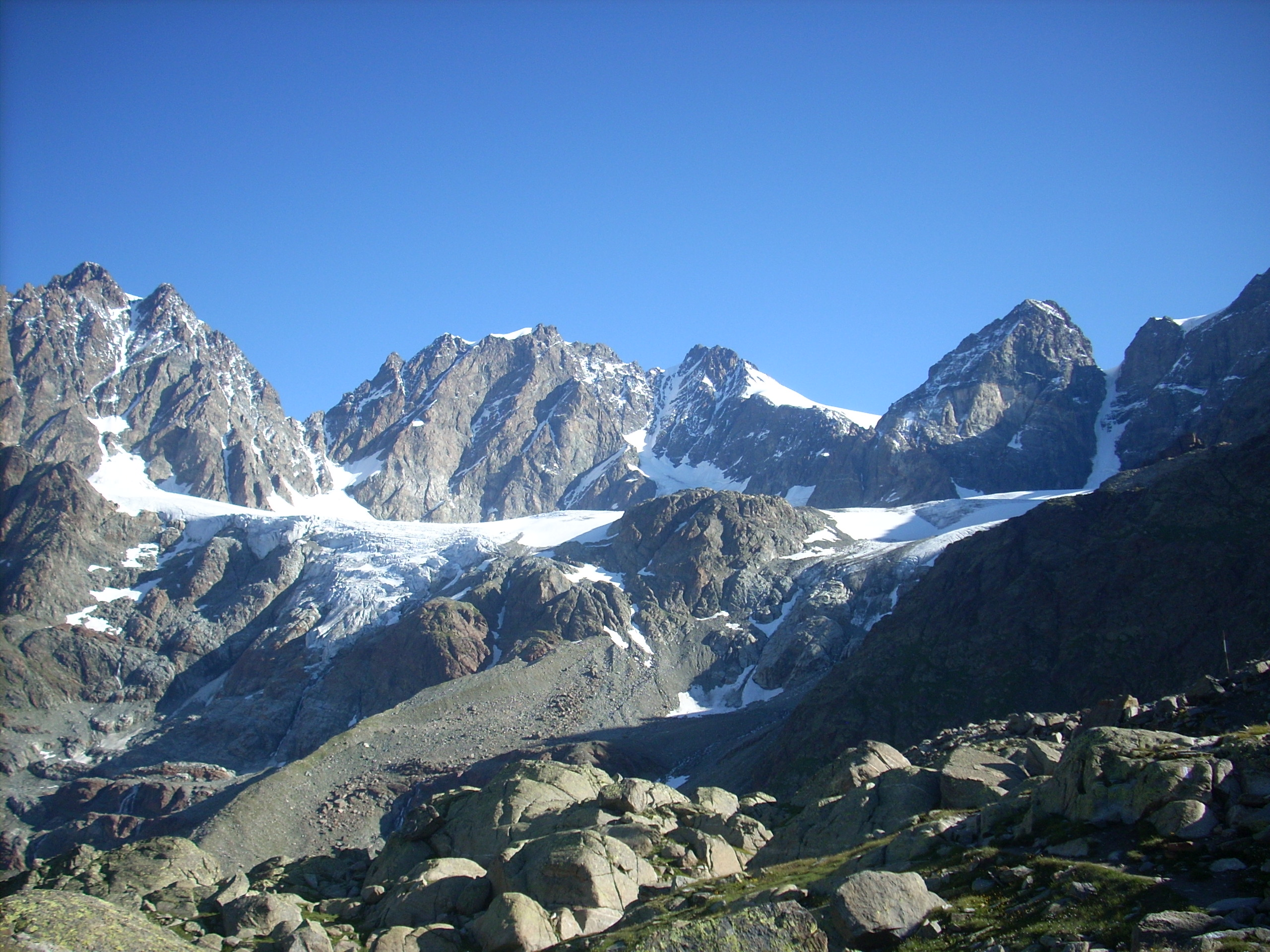
Bernina Gruppe

Lanzada ist eine norditalienische Gemeinde (comune) in der Provinz Sondrio in der Lombardei.

## Lage und Einwohner
Die Gemeinde liegt rund 17 Kilometer nördlich von der Provinzhauptstadt Sondrio am Piz Bernina und grenzt unmittelbar an den Schweizer Kanton Graubünden. Die Gemeinde hat 1256 Einwohner (Stand 31. Dezember 2023).

## Sehenswürdigkeiten
- Pfarrkirche San Giovanni Battista, Architekt Martino Adamo aus Carona, mit Fresken von Cesare Ligari (1720), in der Sakristei zwei Gemälde: eine Kreuzigung von Fermo Stella und das Miracolo di San Gregorio Magno (18. Jahrhundert).[2]
- Barocke Beinhaus (1666).
- Kirche Vergine Addolorata erbaut 1754 von Giovan Antonio Cometti aus Arogno.